# Tête-bêche

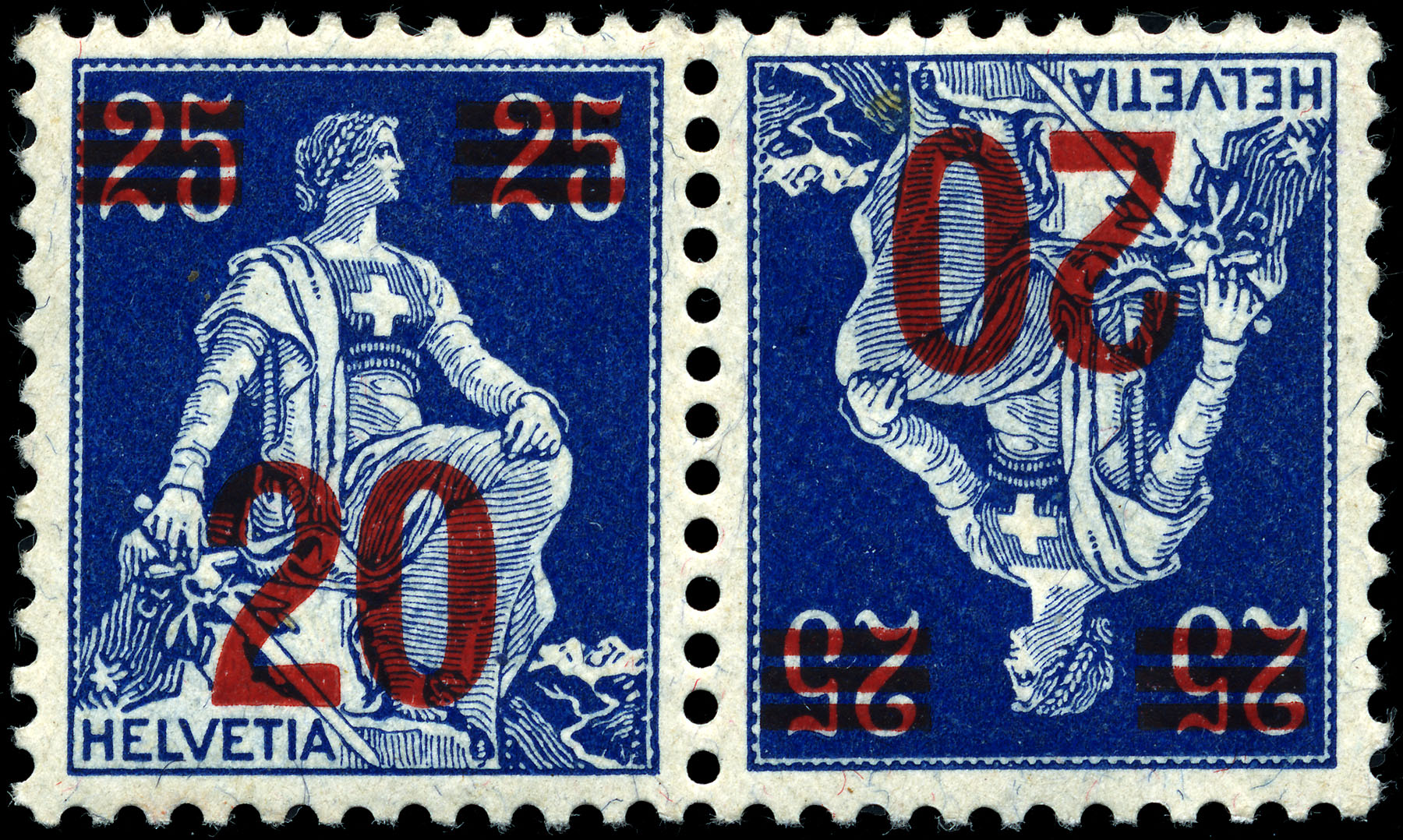
Tête-bêche

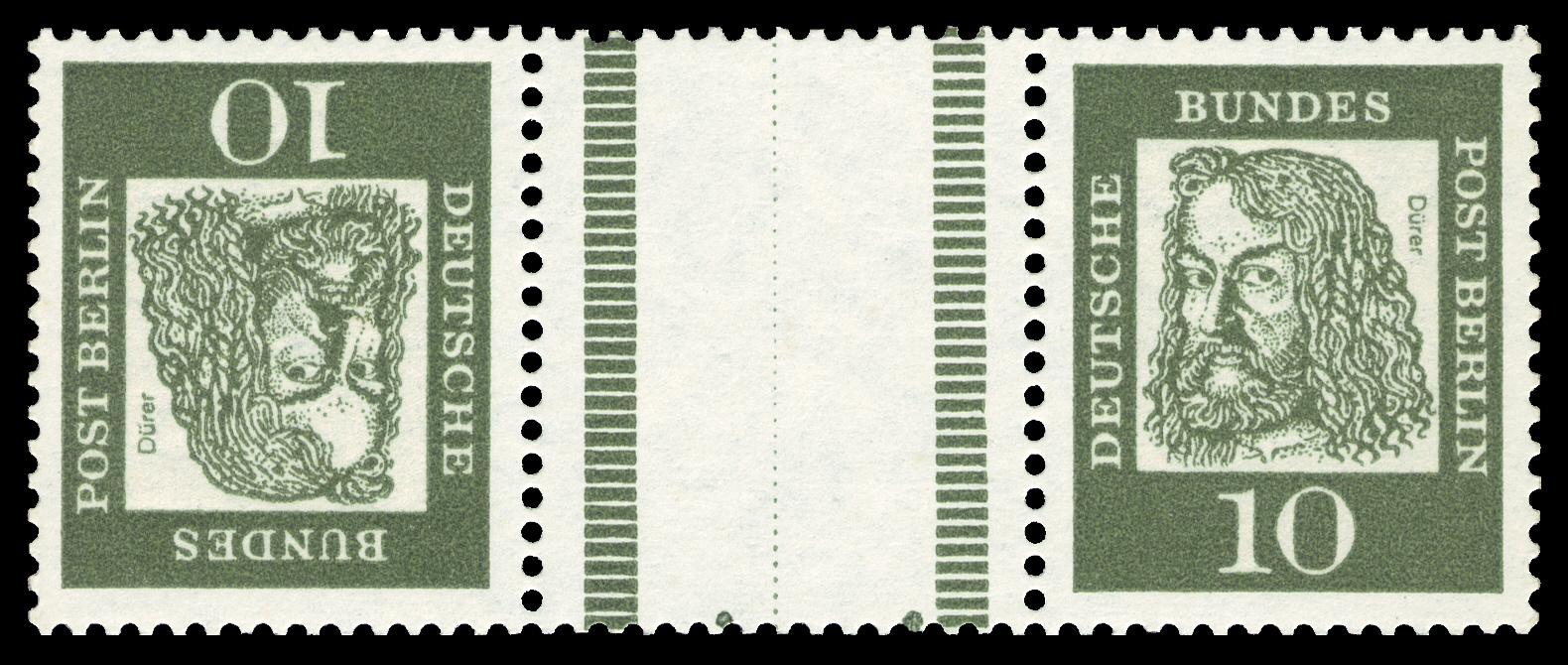
Kehrdruck mit Zwischensteg

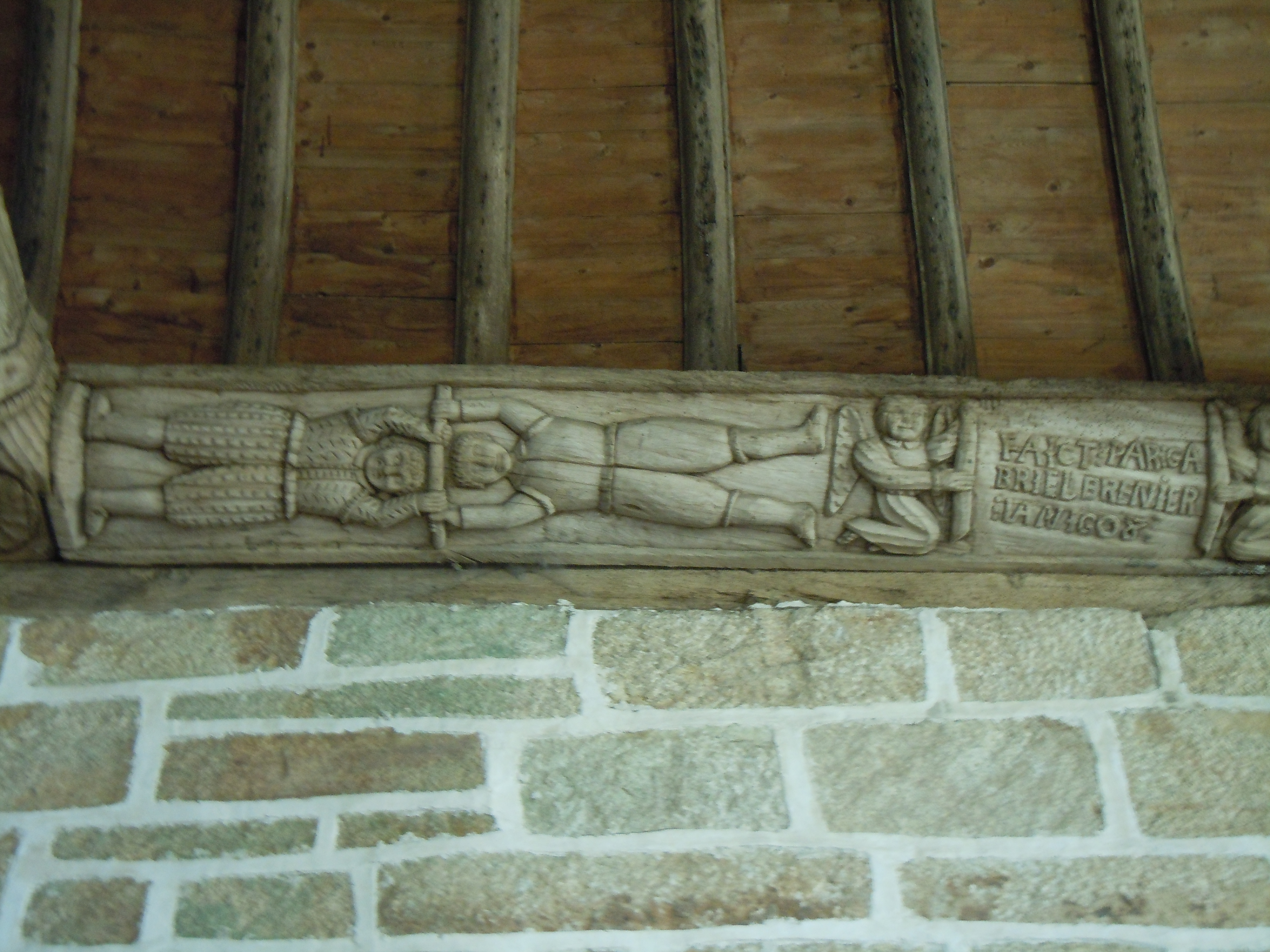
Flachrelief – tête-bêche angeordnet.

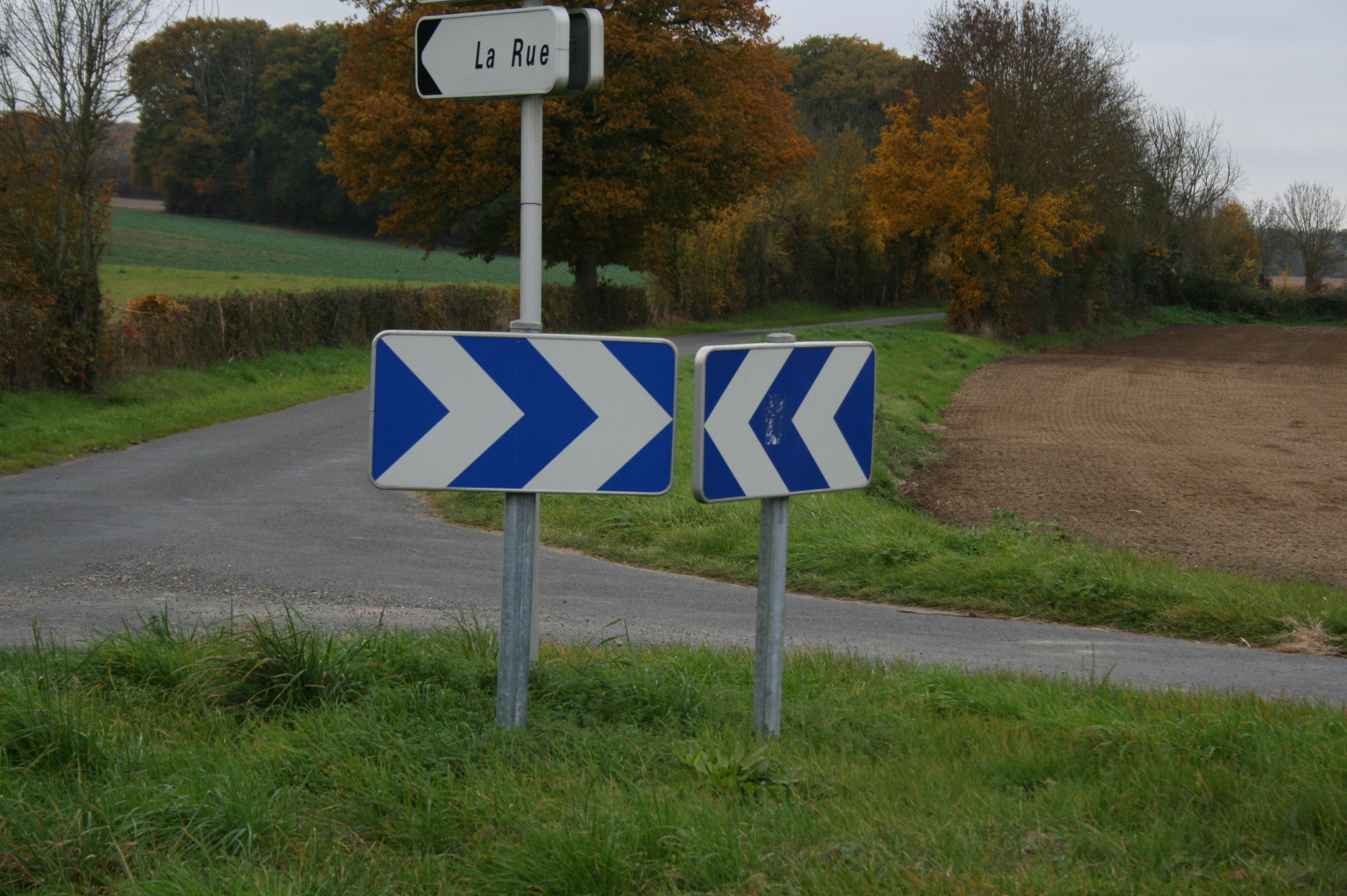
Verkehrsschilder – tête-bêche angeordnet.

Tête-bêche (deutsch ‚Kopf bei Fuß liegend‘ im Sinne von ‚entgegengesetzt‘, ‚antiparallel‘) ist die in der Philatelie international übliche Bezeichnung für den deutschen Begriff Kehrdruck. Er entstammt dem französischen Sprachgebrauch. Der Begriff wird auch in anderen Bereichen verwendet.

## Briefmarkenkunde
Einzelne Schalterbögen müssen nicht immer durch Leerfelder getrennt sein. Wenn kein Bogenrand vorgesehen war wie zum Beispiel bei Bögen, aus denen Seiten für Markenheftchen hergestellt wurden, wurden diese Leerfelder weggelassen. Um die einzelnen Bögen bzw. Heftchenseiten besser voneinander unterscheiden zu können, wurden die Briefmarken an der Trennlinie um 180° zueinander gedreht gedruckt. Die zwei zusammenhängenden, zueinander kopfstehenden Briefmarken bezeichnet der Philatelist als Kehrdrucke. Bei manchen Ausgaben gibt es auch Kehrdrucke mit Zwischenstegen. Kehrdrucke wie auch Marken mit anhängenden Zwischenstegen sind von Interesse für spezialisierte Sammler. Vereinzelt werden sie auch durch irrtümlich kopfstehend eingesetzte Klischees verursacht.

## Druckmedien
Kombinierte Druckmedien (z. B. Zeitschriften), welche in Form einer Wendezeitung (auch Kombiheft genannt) zusammengeführt sind, werden auch als Tête-bêche-Publikation bezeichnet. Beide Zeitungen sind dabei mit einer Heftung verbunden und jede Zeitung für sich kann von außen nach innen gelesen werden.

Man bezeichnet solche Ausgaben auch als dos-à-dos ‚Rücken an Rücken‘, gebunden. Bekanntes Beispiel dos-à-dos gebundener Taschenbücher sind die vom amerikanischen Verlag Ace Books zwischen 1952 und 1973 publizierten Ace Doubles, bei denen jeweils zwei Romane verschiedener Autoren – meist ein bekannterer zusammen mit einem weniger bekannten Autor – dos-à-dos zusammengebunden wurden. Diese Bindeform fand nicht ausschließlich, aber ganz überwiegend bei amerikanischen Science-Fiction-Reihen Verwendung. Neben den Ace Doubles sind die bei Tor Books erschienenen Tor Doubles zu nennen.

## Elektronische Bauteile
Werden elektronische Bauteile tête-bêche angeordnet, so ist damit eine antiparallele (gegensinnige) Anordnung von Bauteilen (z. B. Dioden, Transistoren etc.) gemeint.

## Gemüse
Wird Gemüse in mehr als einer Lage angeboten, so dürfen die Erzeugnisse Herz gegen Strunk (tête-bêche) gelegt werden, sofern die Lagen oder Köpfe durch geeignetes Material geschützt oder getrennt sind.